# Isabel Arrúa Vallejos
Isabel Arrúa Vallejo ou Vallejos (1913/1914-2006) foi uma professora, diplomata e feminista paraguaia. Ela foi a primeira mulher do Paraguai com grau diplomático, como adida da Embaixada do Paraguai no Brasil de 1945 a 1948.

## Biografia
Isabel Arrua Vallejos nasceu em Villeta. Algumas fontes dão o seu ano de nascimento como 1913, e outras como 1914. Ela tornou-se professora e também trabalhou como enfermeira na linha de frente na Guerra do Chaco de 1932-35.
Em 1942 ingressou no Ministério das Relações Externas. Ela também trabalhou na Embaixada do Paraguai em Washington D.C. de 1949 a 1950.
Associada de Federico Chávez, Vallejo foi membro fundadora da Liga Paraguaia pelos Direitos da Mulher, criada em 1951, e editou o jornal da Liga, El Feminista. Foi deputada nacional e delegada da Comissão Interamericana de Mulheres.
Ela faleceu em Assunção em 2006. Em 2012 a sua vida foi celebrada no Paseo de Ilustres, um espaço público em Villeta dedicado à memória de dez pessoas da cidade.